# 이성표
이성표는 대한민국의 일러스트레이터이다.

## 삶
홍익대학교, 홍익대학교 대학원에서 시각디자인을 전공하였다. 중앙일보 출판국 미술기자, 홍익대학교 시각디자인과 겸직교수를 지냈다. 삼성어린이박물관 내부 벽화를 제작하였다.
홍익대학교, 한국일러스트레이션학교에서 강의하고 있다.

## 작업
- 《월간 중앙》, 《국민카드》 표지
- 《빠빠라기》
- 《가장 현명한 대답은 질문 속에 있다》
- 《생각에 날개를 달자》
- 《우리 고양이하고 인사하실래요?》
- 《그림으로 만든 시》 (작품집)
- 《그림자 길을 따라 갔어요》, 《야, 비 온다》 (그림책)